# Lac de Moiry
Der Lac de Moiry ist ein Stausee auf dem Gebiet der Gemeinde Anniviers im Schweizer Kanton Wallis.

## Lage und Nutzung
Eingebettet ist der See zwischen der Garde de Bordon (3310 m ü. M.), der Corne de Sorebois (2895 m ü. M.) und der Sasseneire (3254 m ü. M.) in den Walliser Alpen auf 2248 m ü. M. Höhe.
Das gestaute Wasser dient der Energieerzeugung im Kraftwerk Gougra (588 GWh pro Jahr) sowie in den Wasserkraftwerken Mottec, Vissoie und Chippis (Navizence).

## Erreichbarkeit
Zu erreichen ist der Stausee von Sierre her durch das Val d’Anniviers. Letzte grössere Ortschaft vor dem Stausee ist Grimentz. Die Buslinie 452 fährt von Grimentz, télécabine über die Staumauer (Moiry VS, barrage) bis zum Lac de Châteaupré (Moiry VS, glacier) in 2352 m ü. M. Höhe.
Die nationale Wanderroute Nr. 6 Alpenpässe-Weg und die lokale Nr. 221 Tour du Lac de Moiry von SchweizMobil führen über die Staumauer.

## Geschichte
Fertiggestellt wurde die Staumauer Moiry im Jahre 1958. Geplant wurde sie von Alfred Stucky.

## Nachweise
1. ↑  
Lage & Höhen gemäss geo.admin.ch.
2. ↑  
Gougra, Kraftwerkanlage im hinteren Val d’Anniviers und Turtmanntal. Alpiq, abgerufen am 9. Dezember 2021 (PDF; 432 kB).